# 八王子上恩方テレビ中継局
八王子上恩方中継局（はちおうじかみおんがたちゅうけいきょく）は、東京都八王子市にあるデジタルテレビジョン放送の中継局である。

## 概要
八王子市上恩方町高留の｢夕やけ小やけ文化農園｣北方に置かれ、該当地区などへ電波を発射している。

2011年7月24日にアナログテレビジョン放送が終了するにあたり、2009年12月21日にデジタルテレビジョン放送の中継局として開局した。

東京都域局であるTOKYO MXのアナログテレビジョン放送用中継局は置局されていなかった。デジタルテレビジョン放送についても非該当のため置局されていない。TOKYOMXが設置しない中継局は当中継局が唯一である。

## 送信施設概要

### デジタルテレビジョン放送
| リモコンキーID | 放送局名         | 物理チャンネル | 空中線電力 | ERP    | 放送対象地域                                      | 放送区域内世帯数 | 開局日        |
| -------------- | ---------------- | -------------- | ---------- | ------ | ------------------------------------------------- | ---------------- | ------------- |
| 1              | NHK総合・東京    | 29ch           | 10mW       | 19.5mW | 関東広域圏 （茨城県、栃木県及び群馬県を含まない） | 98世帯           | 2010年1月25日 |
| 2              | NHK教育東京      | 31ch           | 10mW       | 19.5mW | 全国                                              | 98世帯           | 2010年1月25日 |
| 4              | 日本テレビ       | 35ch           | 10mW       | 19.5mW | 関東広域圏                                        | 98世帯           | 2010年1月25日 |
| 5              | テレビ朝日       | 39ch           | 10mW       | 19.5mW | 関東広域圏                                        | 98世帯           | 2010年1月25日 |
| 6              | TBS              | 36ch           | 10mW       | 19.5mW | 関東広域圏                                        | 98世帯           | 2010年1月25日 |
| 7              | テレビ東京       | 40ch           | 10mW       | 19.5mW | 関東広域圏                                        | 98世帯           | 2010年1月25日 |
| 8              | フジテレビジョン | 37ch           | 10mW       | 19.5mW | 関東広域圏                                        | 98世帯           | 2010年1月25日 |

- なお、当初は2009年12月21日の開局予定だった。

### 送信点
東京都八王子市上恩方

## 停波となった送信施設

### アナログテレビジョン放送
- 八王子上恩方テレビ中継局

| 放送局名         | チャンネル | 空中線電力         | ERP                | 放送対象地域 | 放送区域内世帯数 |
| ---------------- | ---------- | ------------------ | ------------------ | ------------ | ---------------- |
| NHK教育・東京    | 50ch       | 映像100mW 音声25mW | 映像200mW 音声50mW | 全国         | 約-世帯          |
| NHK総合・東京    | 52ch       | 映像100mW 音声25mW | 映像200mW 音声50mW | 関東広域圏   | 約-世帯          |
| 日本テレビ       | 54ch       | 映像100mW 音声25mW | 映像200mW 音声50mW | 関東広域圏   | 約-世帯          |
| TBS              | 56ch       | 映像100mW 音声25mW | 映像200mW 音声50mW | 関東広域圏   | 約-世帯          |
| フジテレビジョン | 58ch       | 映像100mW 音声25mW | 映像200mW 音声50mW | 関東広域圏   | 約-世帯          |
| テレビ朝日       | 60ch       | 映像100mW 音声25mW | 映像200mW 音声50mW | 関東広域圏   | 約-世帯          |
| テレビ東京       | 62ch       | 映像100mW 音声25mW | 映像200mW 音声50mW | 関東広域圏   | 約-世帯          |

- 2011年7月24日をもってすべて廃止された。